# Золотарёвское сельское поселение (Орловская область)
Золотарёвское се́льское поселе́ние — муниципальное образование в Залегощенском районе Орловской области.
Административный центр — село Золотарёво.

## Население
| 2010 | 2012 | 2013 | 2014 | 2015 | 2016 | 2017 |
| ---- | ---- | ---- | ---- | ---- | ---- | ---- |
| 636  | ↘605 | ↘578 | ↘571 | ↘543 | ↘523 | ↘516 |
| 2018 | 2019 | 2020 | 2021 | 2023 |      |      |
| ↘497 | ↗501 | ↘499 | ↘437 | ↗448 |      |      |

## Состав сельского поселения
В состав сельского поселения входят 6 населённых пунктов:
| № | Населённый пункт | Тип населённого пункта       | Население |
| - | ---------------- | ---------------------------- | --------- |
| 1 | Дмитриевка       | деревня                      | ↘117      |
| 2 | Золотарёво       | село, административный центр | ↘496      |
| 3 | Михайловка       | деревня                      | 17        |
| 4 | Новоселенная     | деревня                      | 0         |
| 5 | Протопопово      | деревня                      | 1         |
| 6 | Хитрово          | деревня                      | ↘1        |